# کازوما اومنای
کازوما اومنای (انگلیسی: Kazuma Umenai؛ زادهٔ ۲۱ ژوئن ۱۹۹۱) بازیکن فوتبال اهل ژاپن است.